# 1510
Відродження •  Доба великих географічних відкриттів •  Ганза •  Ацтецький потрійний союз •  Імперія інків

## Геополітична ситуація
Османську державу очолює Баязид II (до 1512). Імператором Священної Римської імперії є Максиміліан I Габсбург (до 1519). У Франції королює Людовик XII (до 1515).
Середню частину Апеннінського півострова займає Папська область. Неаполітанське королівство на півдні захопила Іспанія. Могутніми державними утвореннями півночі є Венеційська республіка, Флорентійська республіка, Генуезька республіка та герцогство Міланське.
Кастилія і Леон та Арагонське королівство об'єднані в Іспанське королівство, де править Фердинанд II Арагонський (до 1516). В Португалії королює Мануел I (до 1521).
Генріх VIII є королем Англії (до 1547), королем Данії та Норвегії Юхан II (до 1513). Сванте Нільссон є регентом Швеції. Королем Угорщини та Богемії є Владислав II Ягелончик. У Польщі королює Сигізмунд I Старий (до 1548), він же залишається князем Великого князівства Литовського.
Галичина входить до складу Польщі. Волинь належить Великому князівству Литовському. Московське князівство очолює Василій III (до 1533).
На заході євразійських степів існують Казанське ханство, Кримське ханство, Астраханське ханство Ногайська орда. У Єгипті панують мамлюки. У Китаї править династія Мін. Значними державами Індостану є Делійський султанат, Бахмані, Віджаянагара. В Японії триває період Муроматі.
У Долині Мехіко править Ацтецький потрійний союз на чолі з Монтесумою II (до 1520). Цивілізація мая переживає посткласичний період. В Імперії інків править Уайна Капак (до 1525).

## Події
- Московський князь Василій III анексував Псков та Псковське князівство.
- Війна Камбрейської ліги:
  - Папа Римський Юлій II зняв інтердикт з Венеції й об'єднався з нею проти французів. До цього союзу приєдналися швейцарці, арагонці й навіть англійці.
  - Король Франції Людовик XII постановив, що мовою юриспруденції в країні повинна бути французька, а не латина. Він також зібрав у Турі єпископів, які скасували наперед будь-яке папське відлучення від церкви й постановили верховенство ради єпископів над папою.
  - Імператор Максиміліан I Габсбург опублікував «Скарги німецького народу на Рим».
- Іспанський флот під керівництвом Педро Наварро захопив на північному узбережжі Африки Беджаю та Триполі, але зазнав невдачі при нападі на Джербу.
- Іспанська корона почала посилати чорношкірих рабів із Африки на Іспаньйолу.
- Іспанці заснували перше місто на Американському континенті — Санта-Марія де ла Антигва.
- Віце-король Португальської Індії Афонсу де Альбукеркі захопив у Біджапурського султанату Гоа.
- Шах Ірану Ісмаїл I розбив біля Мерва узбецькі сили на чолі з Мухаммедом Шейбані, який загинув у битві.
- У Китаї спалахнуло повстання принца Аньхуа.
- До Європи завезли соняшник.

## Народились
Дивись також Народилися 1510 року

## Померли
Дивись також Померли 1510 року
- 17 травня — у віці 65-и років помер італійський живописець Сандро Боттічеллі (Алессандро ді Маріано Філієпі).
- 25 жовтня — у Венеції від чуми помер 32-літній італійський художник Джорджоне, один із найвидатніших представників ренесансного венеційського малярства.